# Born to Fight (Karise Eden)
Born to Fight è il terzo album della cantante australiana Karise Eden, pubblicato il 16 novembre 2018.
Dall'album sono stati estratti i singoli Temporary Lovers, Gimme Your Love e Born to Fight.

## Tracce
1. Stop Fucking with My Head – 3:15
2. Temporary Lovers – 3:12
3. Born to Fight – 3:15
4. Gimme Your Love – 3:30
5. Ain't Thinking About You – 3:37
6. Baby Goodbye – 3:25
7. Powerless – 3:16
8. Hopeless – 5:10
9. Maybe You Can Love Me Anyway – 4:56
10. Ted – 4:11

## Classifiche
| Classifica (2018) | Posizione massima |
| ----------------- | ----------------- |
| Australia         | 37                |